# Uso do hífen conforme o Acordo Ortográfico de 1990
O uso do hífen conforme o Acordo Ortográfico de 1990 refere-se ao emprego desse sinal de pontuação na língua portuguesa de acordo com a ortografia estabelecida do Acordo Ortográfico de 1990. Esse tratado internacional, assinado pelos países com essa língua como idioma oficial, implicou várias alterações em relação aos regulamentos ortográficos anteriores: o Acordo Ortográfico de 1945 (válido em Portugal, nos Países Africanos de Língua Oficial Portuguesa, em Timor-Leste, etc.) e o Formulário Ortográfico de 1943 (válido somente no Brasil).
Alguns aspetos não explicitados no texto do Acordo foram interpretados em textos como a nota explicativa da Comissão de Lexicologia e Lexicografia da Academia Brasileira de Letras sobre os procedimentos metodológicos seguidos na elaboração da quinta edição do Vocabulário Ortográfico da Língua Portuguesa, como os Critérios de aplicação das normas ortográficas ao Vocabulário Ortográfico do Português do Instituto de Linguística Teórica e Computacional (ILTEC) e como os Critérios da Priberam relativamente ao Acordo Ortográfico de 1990 (português europeu) adotados para corretor ortográfico FLiP 7.

## Tabela esquemática
| Prefixos | Vogal igual à final do prefixo | Vogal | H   | R   | S   | B   | M   | N   | Outros | Exemplos |
| --- | ------------------------------ | ----- | --- | --- | --- | --- | --- | --- | ------ | --- |
| aero, agro, alvi, ante, anti, arqui, auto, ciclo, contra, des, eletro, entre, extra, foto, geo, hidro, in, infra, intra, macro, maxi, mega, micro, mini, moto, multi, nano, neo, pluri, poli, proto, pseudo, retro, semi, sobre, socio, supra, tele, tri, ultra, vaso, video | Sim                            |       | Sim |     |     |     |     |     |        | anti-inflamatório, antissocial, arqui-inimigo, autoestima, autorretrato, autossuficiente, ciclo-hexano, contrarregra, contra-ataque, extrasseco, infraestrutura, infravermelho, maxidesvalorização, mega-amiga, micro-organismo, microssistema, mini-instrumento, minissaia, motosserra, multirracial, neoneonatal, proto-história, pseudociência, semiárido, semi-integral, semirrígido, sobre-erguer, sobre-humano, sobressaia, socioeconômico, suprassumo, tele-homenagem, ultra-apressado, ultrainterino, ultrassom, vasodilatador |
| circum, pan |                                | Sim   | Sim |     |     |     | Sim | Sim |        | circum-ambiente, circum-navegar, panceleste |
| ciber, hiper, inter, super |                                |       | Sim | Sim |     |     |     |     |        | cibercafé, ciberespaço, interdisciplinar, super-homem, superamigo |
| sob, sub |                                |       | Sim | Sim |     | Sim |     |     |        | subalugar, sub-reitor, sub-humano |
| mal |                                | Sim   | Sim |     |     |     |     |     |        | malsucedido, mal-estar, mal-humorado, malnascido |
| co, re |                                |       | Sim |     |     |     |     |     |        | coautor, cooperar, corresponsável, co-herdeiro, reavaliar, reescrever |
| além, aquém, bem, ex, pós, pré, pró, recém, sem, vice | Sim                            | Sim   | Sim | Sim | Sim | Sim | Sim | Sim | Sim    | além-mar, bem-educado, pré-natal, pró-reitor, recém-nascido, sem-terra, vice-campeão |

Quando a pronúncia exigir, dobra-se o R ou S do segundo vocábulo.

## Do hífen em compostos, locuções e encadeamentos vocabulares

### Palavras compostas ou formadas por justaposição
O hífen é mantido nas palavras compostas nas quais os termos mantêm significado próprio, mantendo inclusive o acento: ano-luz, arcebispo-bispo, arco-íris, decreto-lei, és-sueste, médico-cirurgião, rainha-cláudia, tenente-coronel, tio-avô, turma-piloto; alcaide-mor, amor-perfeito, guarda-noturno, mato-grossense, norte-americano, porto-alegrense, sul-africano; afro-asiático, afro-luso-brasileiro, azul-escuro, luso-brasileiro, euro-africano, primeiro-ministro, primeiro-sargento, primo-infeção, segunda-feira; conta-gotas, finca-pé, guarda-chuva.
- Exceção: certos compostos nos quais foi perdida a noção de composição ficam sem hífen: girassol, madressilva, mandachuva, pontapé, paraquedas, paraquedista, etc.
- Observação: utiliza-se o hífen em palavras como: euro-mediterrânico, ibero-americano (e também ibero-americanismo), luso-asiático, sino-japonês; não se emprega hífen em palavras como: eurocético, iberofilismo, lusofalante, sinologia.

### Nos topônimos
O hífen é utilizado nos topônimos começados por Grã e Grão, cujo primeiro termo seja uma flexão verbal ou cujos termos estejam ligados por artigo: Grã-Bretanha, Grão-Pará; Abre-Campo; Passa-Quatro, Quebra-Costas, Quebra-Dentes, Traga-Mouros, Trinca-Fortes; Albergaria-a-Velha, Baía de Todos-os-Santos, Entre-os-Rios, Montemor-o-Novo, Trás-os-Montes.
- Observação: Outros topônimos compostos escrevem-se com os elementos separados, sem hífen: A dos Francos, América do Sul, Belo Horizonte, Cabo Verde, Castelo Branco, Freixo de Espada à Cinta, etc.
- Exceção: Guiné-Bissau e Timor-Leste mantêm o hífen, mesmo não estando no caso acima por configurarem exceções consagradas pelo uso.

### Nas palavras compostas que designam espécies animais ou vegetais
Palavras que designam espécies estudadas pela zoologia ou pela botânica mantêm o hífen, tendo ou não ligação por artigo ou começo por forma verbal: abóbora-menina, couve-flor, erva-doce, feijão-verde; bênção-de-deus, erva-do-chá, ervilha-de-cheiro, fava-de-santo-Inácio; bem-me-quer (nome de planta que também se dá à margarida e ao malmequer); andorinha-grande, cobra-capelo, formiga-branca; andorinha-do-mar, cobra-d'água, lesma-de-conchinha; bem-te-vi.

### Nos compostos com os advérbios bem e mal
Sendo o primeiro termo o advérbio "bem" ou "mal" e a palavra seguinte começada por vogal, h, ou l (no caso de "mal"), o hífen será usado. Entretanto, o advérbio bem nem sempre se aglutinará ao segundo termo, como acontece com mal: bem-aventurado, bem-estar, bem-humorado; mal-afortunado, mal-estar, mal-humorado; mal-limpo; bem-criado (mas: malcriado), bem-ditoso (mas: malditoso), bem-falante (mas: malfalante), bem-mandado (mas: malmandado), bem-nascido (mas: malnascido), bem-soante (mas: malsoante), bem-visto (mas: malvisto).
- Observação: há casos no qual o advérbio aparecerá aglutinado ao termo seguinte, tendo ou não unidade de significado -  benfazejo, benfeito, benfeitor, benquerença, etc.

### Nos compostos com os elementos além, aquém, recém e sem
O hífen sempre será usado quando o termo for começado pelos prefixos além, aquém, recém e sem: além-Atlântico, além-mar, além-fronteiras; aquém-mar, aquém-Pirenéus; recém-casado, recém-nascido; sem-cerimônia, sem-número, sem-vergonha.

### Nos compostos com os elementos não e quase
O hífen não será usado quando as palavras não e quase são utilizadas como prefixo, mantendo-se os elementos separados: não agressão, não elástico, quase delito, quase elástico, etc.

### Nas locuções
Nas locuções em geral não se usa o hífen. O Acordo fornece vários exemplos:
- a) substantivas: cão de guarda, fim de semana, sala de jantar;
- b) adjetivas: cor de açafrão, cor de café com leite, cor de vinho;
- c) pronominais: cada um, ele próprio, nós mesmos, quem quer que seja;
- d) adverbiais: à parte, à vontade, de mais, depois de amanhã, em cima, por isso;
- e) prepositivas: abaixo de, acerca de, acima de, a fim de, a par de, à parte de, apesar de, aquando de, debaixo de, enquanto a, por baixo de, por cima de, quanto a;
- f) conjuncionais: a fim de que, ao passo que, contanto que, logo que, por conseguinte, visto que.
- Exceção: nos casos consagrados pelo uso o hífen é mantido - água-de-colônia, arco-da-velha, cor-de-rosa, mais-que-perfeito, pé-de-meia, ao deus-dará, à queima-roupa.

### Nos encadeamentos vocabulares
Emprega-se o hífen (e não mais o travessão, conforme prescrevia o Formulário Ortográfico de 1943) em justaposições de palavras que só ocasionalmente se combinam, assim como nas ligações entre dois ou mais topônimos: a divisa Liberdade-Igualdade-Fraternidade, a ponte Rio-Niterói, o percurso Lisboa-Coimbra-Porto, a ligação Angola-Moçambique, Áustria-Hungria, Alsácia-Lorena, Angola-Brasil, Tóquio-Rio de Janeiro, etc..

## Do hífen nas formações por prefixação, recomposição e sufixação

### Nas formações com prefixos ou falsos prefixos
Nas formações com prefixos (ante-, anti-, circum-, co-, contra-, entre-, extra-, hiper-, infra-, intra-, pós-, pré-, pró-, sobre-, sub-, super-, supra-, ultra-, etc.) ou falsos prefixos (aero-, agro-, arqui-, auto-, bio-, eletro-, geo-, hidro-, inter-, macro-, maxi-, micro-, mini-, multi-, neo-, pan-, pluri-, proto-, pseudo-, retro-, semi-, tele-, etc.) de origem grega ou latina, o hífen deve ou não ser usado.

### Uso do hífen
- a) Quando o segundo termo começar por h: anti-higiénico/anti-higiênico, circum-hospitalar, co-herdeiro, contra-harmónico/contra-harmônico, extra-humano, pré-história, sub-hepático, super-homem, ultra-hiperbólico; arqui-hipérbole, eletro-higrómetro, geo-história, neo-helénico/neo-helênico, pan-helenismo, semi-hospitalar.
  - Exceção: quando o prefixo for des- ou in- e pelo uso tiver acontecido a aglutinação: desumano, desumidificar, inábil, inumano, etc..

- b) os prefixos circum- e pan- são separados por hífen do segundo elemento se este começar por vogal, h, m ou n: circum-escolar, circum-murado, circum-navegação; pan-africano, pan-histórico, pan-mágico, pan-negritude, etc..
  - Exceção: quando o prefixo for pan- e o segundo elemento começar por b: pan-brasileiro, pan-babilonismo (mas também pambabilonismo ou pambiotismo).[2]

- c) nas formações com os prefixos hiper-, inter- e super- e o segundo termo for começado por r, o hífen será mantido, por questão de pronúncia: hiper-requintado, inter-resistente, super-revista, etc..
- d)  nas formações com os prefixos ex-, sota-, soto-, vice- e vizo-: ex-almirante, ex-diretor, ex-hospedeira, ex-presidente, ex-primeiro-ministro, ex-rei; sota-piloto, soto-mestre, vice-presidente, vice-reitor, vizo-rei;
- e) nas formações com os prefixos tónicos acentuados graficamente pós-, pré- e pró-, quando o segundo elemento tem vida à parte (mas as correspondentes formas átonas que se aglutinam com o elemento seguinte): pós-graduação, pós-tónico/pós-tônico (mas: pospor); pré-escolar, pré-natal (mas: prever); pró-africano, pró-europeu (mas: promover).
- f) nas formações com os prefixos ab-, ad-, ob-, sob- e sub-, quando o segundo elemento tem vida à parte e começa por r, fazendo prevalecer o princípio da adaptação da ortografia à pronúncia[2]: ab-rogar, ad-renal, ob-reptício, sob-roda, sub-raça, etc.

### Não uso do hífen
- a) quando o prefixo ou falso prefixo for começado por vogal e o termo seguinte for começado por r ou s: antirreligioso, antissemita, contrarregra, contrassenha, cosseno, extrarregular, infrassom, minissaia, biorritmo, biossatélite, eletrossiderurgia, microssistema, microrradiografia, ultrassom, etc..
- b) quando o prefixo ou pseudoprefixo for terminado em vogal e o segundo elemento começar por uma vogal diferente, prática esta em geral já adotada também para os termos técnicos e científicos: antiaéreo, coeducação, extraescolar, aeroespacial, autoajuda, autoescola, autoestrada, autoaprendizagem, agroindustrial, hidroelétrico, plurianual, etc..

### Uso do hífen nas formações com prefixos ou pseudoprefixos terminados com a mesma vogal que inicia a palavra seguinte
O hífen passa a ser utilizado quando o prefixo/pseudoprefixo se encerrar com a mesma letra que inicia a segunda palavra: anti-ibérico, anti-inflamatório, contra-almirante, infra-axilar, supra-auricular; arqui-irmandade, auto-observação, eletro-óptica/eletro-ótica, micro-ondas, semi-interno.
- Exceção 1: o prefixo co- sempre se aglutina, mesmo se a palavra seguinte for começada por o: coobrigação, coocupante, coordenar, cooperação, cooperar, etc..
- Exceção 2: o prefixo re- (não mencionado expressamente no Acordo), de acordo com o Vocabulário Ortográfico da Língua Portuguesa, lançado pela Academia Brasileira de Letras em março de 2009, também se aglutina: reeleição, reescrever. De acordo com Evanildo Bechara, isto se deveu à tradição linguística já estabelecida[4]:

## Do hífen na ênclise, na tmese e com o verbo haver

### Nas colocações pronominais
O hífen continua a ser usado nas colocações enclíticas e mesoclíticas: amá-lo, dá-se, deixa-o, partir-lhe; amá-lo-ei, enviar-lhe-emos, dar-se-vos-á
Não há hífen na próclise, a união é maior na ênclise. A mesóclise é uma colocação exclusiva da língua culta e modalidade literária, não ocorre em uma fala espontânea.
- Exceção: nos países que têm seguido o Acordo de 1945, o hífen deixará de ser usado nas ligações entre o verbo haver e a preposição de: "hei-de, hás-de, há-de, hão-de" passarão a hei de, hás de, há de, hão de.

### Nas colocações e ligações de formas pronominais
É mantido o hífen nas formas pronominais enclíticas ao advérbio eis: eis-me, ei-lo e nas combinações de formas pronominais, tais como: no-lo e vo-lo.

## Controvérsias

### "Não" prefixal
A tradição lexicográfica de Portugal e Brasil registra do uso de "não" como elemento de composição, embora exista contestação à tendência de uso na realidade de "não" no papel de prefixo. O Dicionário Online de Português, o Dicionário Aulete e o Dicionário Michaelis registram a entrada "não" nas classes gramaticais de advérbio e substantivo. O Dicionário Priberam da Língua Portuguesa acompanha esses três dicionários, mas também apresenta a entrada "não-" na categoria de prefixo. Esse elemento supre a necessidade de formação de certos antônimos, que prefixos negativos preexistentes "a-", "in-" e "des-" não dão conta semanticamente. E ao lado de substantivos, o "não" não pode ser um advérbio, como é tradicionalmente empregado, pois advérbios se associam a um verbo, um adjetivo ou um outro advérbio, não a substantivos. Por isso, sua classificação como "elemento mórfico que se antepõe a um radical", ou seja, um prefixo.
As regras ortográficas vigentes na língua portuguesa são as do Acordo Ortográfico de 1990, para a maioria dos lusófonos. Neste acordo há duas seções (chamadas bases) dedicadas às regras de hifenização, Base XV e Base XVI. São regradas aglutinações com elementos de natureza nominal, adjetival, numeral ou verbal (Base XV, 1.º), compostos com os advérbios bem e mal (Base XV, 4.º), formações com prefixos, elementos não autónomos ou falsos prefixos de origem grega e latina (Base XVI, 1.º). Em nenhum momento há regras para formações com advérbios no geral, nem especificamente com "não" como elemento. Logo, há uma lacuna no acordo para essa situação. Já o Acordo Ortográfico de 1945, vigente para uma menor parte dos lusófonos, na Base XXVIII, afirma que "Emprega-se o hífen nos compostos em que entram, foneticamente distintos (e, portanto, com acentos gráficos, se os têm à parte), […] outras combinações de palavras, e em que o conjunto dos elementos, mantida a noção da composição, forma um sentido único ou uma aderência de sentidos". Essa regra vaga é semelhante no Formulário Ortográfico de 1943, anteriormente válido no Brasil.
Em 2009, a Academia Brasileira de Letras lançou a quinta edição do Vocabulário Ortográfico da Língua Portuguesa (VOLP) incorporando as normas do acordo de 1990, regulamentado no Brasil em 2008 com vigor a partir de 2009. Nessa edição, hifens nas formações com o elemento "não-" foram excluídos totalmente. Os procedimentos metodológicos seguidos nessa edição foram informados em Nota Explicativa, que acompanhou a edição listando 15 medidas da Comissão de Lexicografia e Lexicologia da Academia Brasileira de Letras para "viabilizar o rico repertório lexical" dessa edição diante do "sintético e enxuto texto oficial" do acordo internacional. Portanto, essa comissão interpretou o acordo propondo a medida 15 pela qual se baseia a exclusão total do emprego do hífen com o prefixo "não-". Ao fim da nota, são possibilitadas exceções, desde que não sejam banalizadas. E a essa proposta da Academia Brasileira de Letras recorrem diversas prescrições contra a hifenização de termos com o elemento "não-", a exemplo de Sérgio Nogueira e outros. Entretanto, diferente do que já foi afirmado, a Lei Eduardo Ramos (nome para decreto de número 726, de 8 de dezembro de 1900) não confere autoridade legal à Academia Brasileira de Letras a listar grafia oficial ou palavras de reconhecimento oficial, mas apenas um prédio público para instalar-se e franquia postal (artigos que ainda estão em vigor). Portanto, a proposta da referida academia não prescreve "grafia oficial", não é consequência de aplicação nem parte do texto do acordo internacional; mas sim uma escolha decorrente da academia brasileira.